# Metropolie Leros, Kalymnos a Astypalaia
Metropolie Leros, Kalymnos a Astypalaia je jedna z metropolií Konstantinopolského patriarchátu, nacházející se na území Řecka.

## Historie
Za zakladatele křesťanství Dodekanských ostrovech je považován apoštol Pavel, jelikož prošel Kósem a Rhodem během své zpáteční cesty do Jeruzaléma.
Eparchie na ostrově Leros je známá od roku 553 a na Astapalaie od 10. století. Byly součástí metropolie Rhodos.
Roku 1314 obsadil ostrovy Maltézský řád a roku 1523 Osmanské vojsko.
V listopadu 1888 došlo ke zřízení metropolie Leros a Kalymnos.
Roku 1912 byly ostrovy připojeny k Itálii ale roku 1948 se vrátily zpět k Řecku.
Současný titul metropolitů je; Metropolita Lerosu, Kalymnosu a Astypalaie, hypertimos a exarcha Sporadských ostrovů.